# Generation X (альбом)
Generation X — дебютный студийный альбом британской панк-группы Generation X, записанный продюсером Мартином Рашентом и выпущенный в 1978 году записывающей компанией Chrysalis Records. Альбом 4 недели находился в британском чарте (UK Album Charts) и 8 апреля 1978 года поднялся до #29.

## Об альбоме
В Generation X был включён британский хит группы «Ready Steady Go» (#47, март 1978). Американский релиз вышел с изменённым содержанием: были — из британской версии исключены три трека и добавлены два сингла.
В 2002 году альбом был перевыпущен в ремастеринг-версии: к оригинальной британской версии были добавлены шесть бонус-треков из синглов. А в 2019 году вышло делюкс-издание на двух CD.

## Отзывы критики
Рецензенты отмечали, что альбом с его коммерческим звучанием был ближе к глэм-року или пауэр-попу, нежели к панк-року; Generation X явили себя не столько единомышленниками Sex Pistols, сколько «новыми Mott the Hoople». Впрочем, отмечалось, что после серии успешных синглов альбом в полной мере оправдал все ожидания: в нём не было проходных вещей, и при всей сглаженности звучания он нёс в себе ощущение чисто панковской близости исполнителя к своей аудитории.

## Список композиций
Слова и музыка всех песен — Билли Айдолом и Тони Джеймсом.
| №  | Название            | Длительность |
| -- | ------------------- | ------------ |
| 1. | «From the Heart»    | 2:08         |
| 2. | «One Hundred Punks» | 3:08         |
| 3. | «Listen»            | 3:24         |
| 4. | «Ready Steady Go»   | 2:58         |
| 5. | «Kleenex»           | 2:06         |
| 6. | «Promises Promises» | 5:18         |

| №   | Название            | Длительность |
| --- | ------------------- | ------------ |
| 7.  | «Day By Day»        | 2:05         |
| 8.  | «The Invisible Man» | 2:56         |
| 9.  | «Kiss Me Deadly»    | 4:24         |
| 10. | «Too Personal»      | 2:17         |
| 11. | «Youth Youth Youth» | 6:07         |

| №   | Название           | Оригинальный источник | Длительность |
| --- | ------------------ | --------------------- | ------------ |
| 12. | «Your Generation»  | Your Generation       | 3:15         |
| 13. | «Wild Youth»       | Wild Youth            | 2:53         |
| 14. | «Wild Dub»         | Wild Youth            | 3:49         |
| 15. | «Trying for Kicks» | Friday’s Angels       | 2:00         |
| 16. | «This Heat»        | Friday’s Angels       | 2:12         |

### Оригинальное американское издание
Слова и музыка всех песен — Билли Айдолом и Тони Джеймсом.
| №  | Название                         | Длительность |
| -- | -------------------------------- | ------------ |
| 1. | «Gimme Some Truth» (Джон Леннон) |              |
| 2. | «Wild Youth»                     |              |
| 3. | «From The Heart»                 |              |
| 4. | «Ready Steady Go»                |              |
| 5. | «Kleenex»                        |              |
| 6. | «Promises Promises»              |              |

| №  | Название            | Длительность |
| -- | ------------------- | ------------ |
| 1. | «Day By Day»        |              |
| 2. | «One Hundred Punks» |              |
| 3. | «Your Generation»   |              |
| 4. | «Kiss Me Deadly»    |              |
| 5. | «Wild Dub»          |              |
| 6. | «Youth Youth Youth» |              |

## Участники записи
Generation X:
- Билли Айдол — вокал;
- Тони Джеймс[англ.] — бас-гитара;
- Боб «Дервуд» Эндрюс[англ.] — гитара;
- Марк Лафф[англ.] — ударные.

## Позиции в хит-парадах
Еженедельные чарты:
| Год  | Хит-парад                                         | Высшая позиция | Пребывание |
| ---- | ------------------------------------------------- | -------------- | ---------- |
| 1978 | Великобритания (UK Albums Chart)                  | 29             | 4 недели   |
|      |                                                   |                |            |
| 2019 | Великобритания (Albums Chart Update)              | 78             | 1 неделя   |
| 2019 | Великобритания (Albums Sales Chart)               | 56             | 1 неделя   |
| 2019 | Великобритания (Independent Albums Chart)         | 21             | 1 неделя   |
| 2019 | Великобритания (Independent Album Breakers Chart) | 5              | 1 неделя   |
| 2019 | Великобритания (Physical Albums Chart)            | 45             | 1 неделя   |
| 2019 | Великобритания (Record Store Chart)               | 24             | 1 неделя   |
| 2019 | Великобритания (Vinyl Albums Chart)               | 25             | 1 неделя   |
| 2019 | Шотландия (Scottish Albums Chart)                 | 46             | 1 неделя   |
|      |                                                   |                |            |
| 2023 | Великобритания (Independent Albums Chart)         | 35             | 1 неделя   |
| 2023 | Великобритания (Independent Album Breakers Chart) | 8              | 1 неделя   |